# Philipp Menzel
Philipp Menzel (* 15. Oktober 1546 auf Schloss Sandsee bei Pleinfeld; † April 1613) war ein deutscher Arzt, Dichter und Botaniker, der Professor an der Universität Ingolstadt war. Er ist bekannt als Mitautor einer frühen deutschen Lokalflora.

## Leben
Philipp Menzel wurde 1546 als Sohn von Heinrich Menzel, dem Kastner des Amtes Sandsee, geboren. Getauft wurde er in der St.-Nikolaus-Kirche in Pleinfeld.
Menzel studierte ab 1560 in Ingolstadt und wurde dort 1568 Professor für Poesie und 1571 erster Poeta laureatus der Universität. Danach war er in Italien und studierte Medizin in Padua, wo er sich am 15. Juli 1571 immatrikulierte und Bologna, wo er promoviert wurde, und war nach der Rückkehr 1573 Professor für Medizin in Ingolstadt.
Sein Sohn Albert Menzel († 1632) war ebenfalls auch Medizinprofessor in Ingolstadt und Leibarzt des Herzogs Wolfgang von Bayern, setzte das Herbarium und das Buch seines Vaters über die Flora der Umgebung von Ingolstadt fort, das 1618 erschien. Es führt nach Fundorten geordnet 509 verschiedene „Arten“ auf.

## Schriften
- mit Albert Menzel: Synonyma plantarum seu simplicium ut vocant, circa Ingolstadium sponte nascentium: cum designatione locorum & temporum quibus vigent & florent: in usum scholae medicae Ingolstadiensis collecta. Wilhelm Eder, Ingolstadt 1618 (Digitalisat).